# Boretto
Boretto là một đô thị ở tỉnh Reggio Emilia trong vùng Emilia-Romagna, có vị trí cách khoảng 80 km về phía tây bắc của Bologna và khoảng 25 km về phía tây bắc của Reggio Emilia. Tại thời điểm 31 tháng 12 năm 2004, đô thị này có dân số 4.920 và diện tích 19,2 km².
Boretto giáp các đô thị: Brescello, Castelnovo di Sotto, Gualtieri, Pomponesco, Poviglio, Viadana.